# Blindhaie
Die Gattung Blindhaie (Brachaelurus) gehört zu den Ammenhaiartigen (Orectolobiformes) und wird in die monotypische Familie Brachaeluridae gestellt. Sie umfasst zwei Arten, den Blindhai (Brachaelurus waddi) und den Blaugrauen Blindhai (Brachaelurus colcloughi). Beide leben an den Küsten Australiens von der Wasseroberfläche bis in Tiefen von 110 Metern. 

## Merkmale
Blindhaie werden 75 bis 120 Zentimeter lang. Die Anzahl der Wirbel liegt bei 117 bis 142. Ihre Augen liegen seitlich auf der Kopfoberseite. Die Haie sind nicht tatsächlich blind, sondern der deutsche Vernakularname ist dadurch entstanden, dass die von Fischern gefangenen Blindhaie (wohl zum Schutz) ihre Augen schließen, sobald sie aus dem Wasser gezogen werden. Ihr Spritzloch ist groß, die nasalen Barteln sehr lang. 

## Arten
- Blaugrauer Blindhai (Brachaelurus colcloughi Ogilby, 1908)
- Blindhai (Brachaelurus waddi (Bloch & Schneider, 1801))